# Finale Coupe de France 2014
De finale van de Coupe de France van het seizoen 2013/14 werd gespeeld op zaterdag 3 mei 2014 in het Stade de France in Saint-Denis. EA Guingamp versloeg Stade Rennais met 2–0. Vijf jaar eerder, in de finale van 2009, had Guingamp de beker al eens veroverd na een zege tegen Rennes.

## Finale

### Wedstrijd
|                        |               |                          |             |                                                                                |
| 3 mei 2014 21:00 UTC+2 | Stade Rennais | 0 – 2                    | EA Guingamp | Stade de France, Saint-Denis Toeschouwers: 80.000 Scheidsrechter: Tony Chapron |
| 3 mei 2014 21:00 UTC+2 |               | 37' Pereira 46' Yatabaré |             | Stade de France, Saint-Denis Toeschouwers: 80.000 Scheidsrechter: Tony Chapron |

| Rennes | Guingamp |

| Stade Rennais:     |    |                       |     |
|                    |    |                       |     |
| GK                 | 1  | Benoît Costil         |     |
| RB                 | 29 | Romain Danzé          |     |
| CB                 | 5  | Jean-Armel Kana-Biyik |     |
| CB                 | 22 | Sylvain Armand        |     |
| LB                 | 31 | Steven Moreira        |     |
| DM                 | 23 | Anders Konradsen      | 62' |
| CM                 | 28 | Abdoulaye Doucouré    |     |
| CM                 | 15 | Jean Makoun           | 68' |
| RW                 | 35 | Kamil Grosicki        | 52' |
| CF                 | 9  | Ola Toivonen          |     |
| LW                 | 19 | Romain Alessandrini   |     |
| Wisselspelers:     |    |                       |     |
| MF                 | 10 | Foued Kadir           |     |
| FW                 | 11 | Nélson Oliveira       | 62' |
| MF                 | 17 | Vincent Pajot         | 68' |
| DF                 | 21 | John Boye             |     |
| FW                 | 24 | Paul-Georges Ntep     | 52' |
| GK                 | 30 | Cheick N'Diaye        |     |
| MF                 | 34 | Tiemoué Bakayoko      |     |
| Coach:             |    |                       |     |
| Philippe Montanier |    |                       |     |

| EA Guingamp:       |    |                          |     |
|                    |    |                          |     |
| GK                 | 30 | Mamadou Samassa          |     |
| RB                 | 6  | Jonathan Martins Pereira |     |
| CB                 | 29 | Christophe Kerbrat       |     |
| CB                 | 15 | Jérémy Sorbon            |     |
| LB                 | 7  | Dorian Lévêque           |     |
| RM                 | 8  | Claudio Beauvue          | 84' |
| CM                 | 12 | Younousse Sankharé       |     |
| CM                 | 18 | Lionel Mathis            |     |
| LM                 | 11 | Steeven Langil           | 79' |
| CF                 | 13 | Christophe Mandanne      | 69' |
| CF                 | 9  | Mustapha Yatabaré        |     |
| Wisselspelers:     |    |                          |     |
| DF                 | 4  | Baïssama Sankoh          |     |
| MF                 | 5  | Mustapha Diallo          | 69' |
| FW                 | 14 | Ladislas Douniama        |     |
| GK                 | 16 | Guy N'dy Assembé         |     |
| FW                 | 17 | Rachid Alioui            |     |
| MF                 | 26 | Thibault Giresse         | 79' |
| MF                 | 28 | Fatih Atik               | 84' |
| Coach:             |    |                          |     |
| Jocelyn Gourvennec |    |                          |     |